# Malvín Norte
Malvín Norte es un barrio de Montevideo, perteneciente al municipio E, situado al norte de Avenida Italia. Limita con los barrios Unión, Buceo, Malvín, Las Canteras, Maroñas y La Cruz de Carrasco.

## Características del barrio

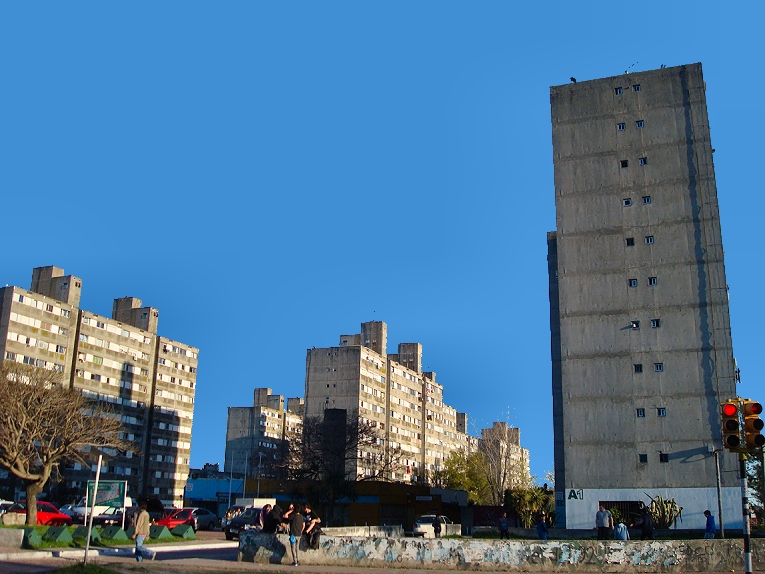
Euskalerria 92.

Cuenta con numerosos complejos edilicios, entre los que se destacan Euskalerría 70, Euskalerría 71 y Euskalerría 92, siendo estos últimos los complejos habitacionales más grandes de Uruguay; se encuentran además otros complejos ubicados dentro del mismo barrio, como el complejo Vicman, Malvín Alto y La Comunera.

## Servicios

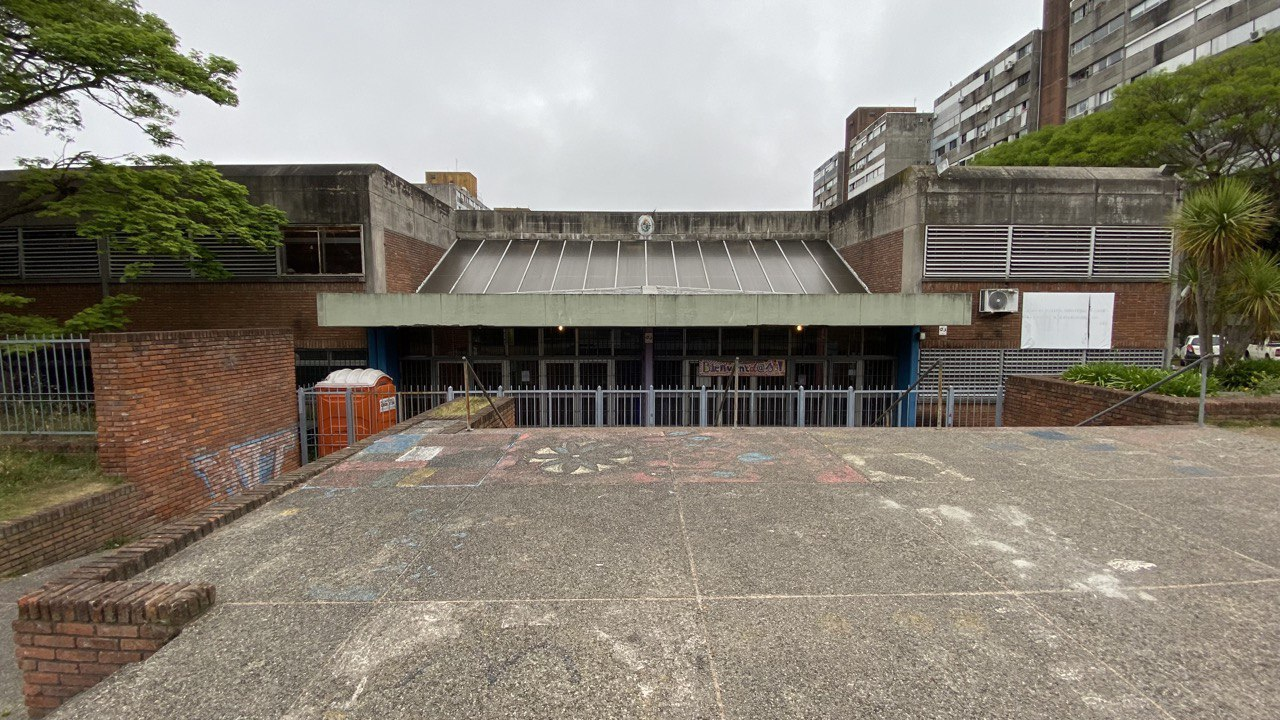
Liceo N°. 42 Pedro Cardoso

### Educación
En 1997 se inaugura en el barrio la Facultad de Ciencias de la Universidad de la República, en un nuevo edificio universitario construido especialmente para los estudios en ciencias, con numerosos laboratorios y equipamiento sofisticado. En diciembre de 2006 se inaugura en el mismo predio el Instituto Pasteur de Montevideo, una filial del Instituto Pasteur de París, en un edificio construido especialmente.
En 2016 se instala en Malvín Norte el Instituto Superior Educación Física (ISEF) perteneciente a la Universidad de la República, donde los alumnos de grado brindan clases de deportes y actividades físicas a los niños, niñas y adolescentes del barrio.

### Instituciones de educación inicial.
- Jardín de Infantes N.º 278
- Jardín de Infantes N.º 287
- Jardín de Infantes N.º 252
- Jardín de Infantes N.º 311

### Escuelas de educación primaria.
- Escuela primaria número 268 ubicada en la calle Emilio Castelar 4510.

- Escuela primaria número 317 ubicada en la calle Iguá 4425

### Instituciones de educación media básica y media superior.
- Liceo N.º 42 "José Pedro Cardoso". El liceo ubicado en Iguá 4484,[3] en los turnos matutino y vespertino brinda curso de primer a tercer año de educación media básica y el primer año de educación media superior.
- Escuela técnica Malvín Norte ubicada en la calle Palma de Mallorca, la brinda cursos de educación media básica, educación media superior, cursos de capacitación y especialización tecnológica.[4]

### Ómnibus
El barrio cuenta con numerosas líneas  urbanas que conectan internamente el barrio en su totalidad y con todo Montevideo.  

## Recreación
El barrio cuenta con múltiples plazas que cuentan con aparatos de gimnasia públicos, también cuenta con bibliotecas, varios centros culturales los cuales brindan numerosos talleres y actividades, y un museo.

### Museos
En la calle Veracierto al 2874 se encuentra el museo "Exposición del Transporte" de la empresa Cutcsa.

### Bibliotecas
- Biblioteca Municipal Delmira Agustini[6]
- Biblioteca de la Facultad de Ciencias.[7]
- Biblioteca "Euskalerría 70"[8]

## Complejos deportivos
- En el año 2012 se inauguró el sector 1 del complejo deportivo "Malvín Norte" perteneciente a la UdelaR, el mismo cuenta con dos canchas de fútbol once para la realización de actividades deportivas que brinda el servicio de bienestar universitario.[9]

- Estadio "La Bombonera" del club Basáñez. “El Pque Huracán Buceo”.Estadio de fútbol del Club Social y deportivo Huracan Buceo
- Complejo Deportivo Danubio.
- Cancha de baby fútbol del Club Malvín Alto, donde entrena y compite el club de fútbol infantil "Malvín Alto".